# Ramla Bay (Gozo)
Ramla Bay ist eine Meeresbucht mit einem Sandstrand im Norden der Insel Gozo im maltesischen Archipel.

## Lage und Größe
Die Bucht hat eine Breite von ca. 400 Metern und wird von zwei Tafelbergen begrenzt. Zentral in der Bucht befindet sich ein kurzer Flusslauf, der bei starkem Regen Niederschlag in die Bucht trägt, ansonsten aber größtenteils ausgetrocknet ist. Die Ramla Bay befindet sich zwischen der Marsalforn Bay im Westen und der San Blas Bay im Osten und ist über eine Straße von den Ortschaften Nadur und Xagħra zu erreichen.

## Geologie

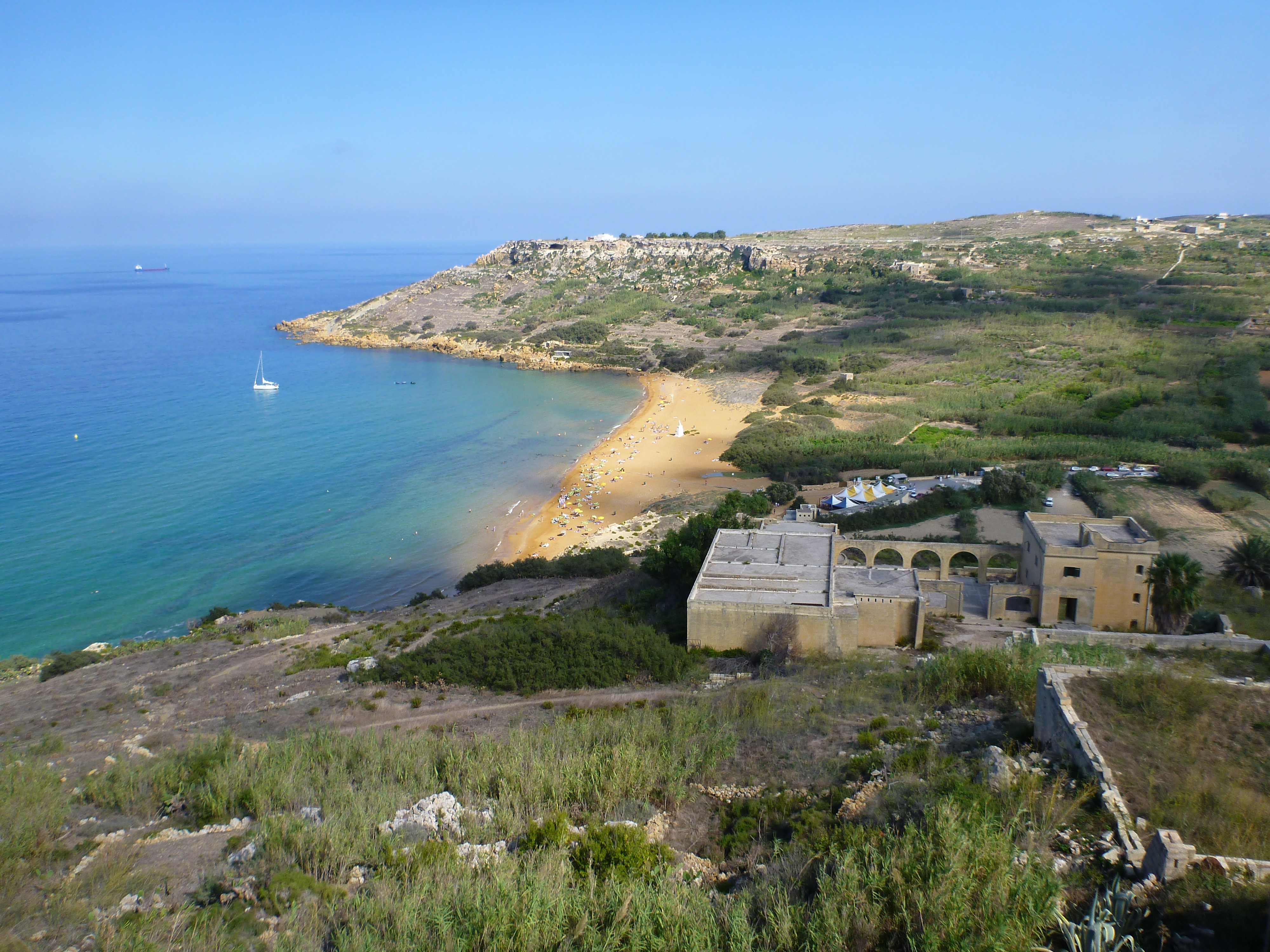
Geologische Strukturen der Ramla Bay und der umliegenden Berge: Oben die Upper Coralline Limestone Formation, im Hangbereich die gräuliche Blue Clay Formation und in Wasserhöhe die beige Globigerina Limestone Formation. Im vorderen Bereich der Bucht sieht man als dunkle Linie eine Unterwassermauer

In der deltaförmigen Bucht ist die typische geologische Schichtung der Insel Gozo gut zu erkennen. Im oberen Bereich der Berge, oberhalb einer Höhe von etwa 105 Metern um die Bucht findet man eine relativ junge Kalkstein Lage, die Upper Coralline Limestone Formation. Diese Lage hat hier eine Mächtigkeit von etwa 35 Metern und ein Alter von etwa 7 Millionen Jahren. Darunter befindet sich in relativ dünnen Lagen, um die 50 cm Breite, die Greensand Formation. Diese Lage besteht aus Sandstein, der durch seine grüne Farbe, die durch die hohen Konzentrationen des Minerals Glaukonit entsteht, auffällt. Das Alter dieser Schicht liegt bei etwa 6 bis 10 Millionen Jahren. In den Hangbereichen dominiert die Blue Clay Formation, eine Lage Tonminerale, die durch ihre gräuliche Verfärbung auffällt. Sie hat hier eine Mächtigkeit von etwa 50 Metern und ein Alter zwischen 10 und 15 Millionen Jahren. Im unteren der Bucht befindet sich die beige Globigerina Limestone Formation, aus dem insbesondere der für Malta typische Baustoff hergestellt wird. Diese Lage ist hier etwa 18 Meter mächtig und hat ein Alter von 15 bis 20 Millionen Jahren. Der Strand der Bucht besteht zu großen Anteilen aus dieser Lage. An den Strand schließt sich ein etwa 400 langer Streifen Sanddünen an, der an einigen Stellen mehrere Meter hoch ist. Die äußeren Gebiete sind mit Vegetation bedeckt.

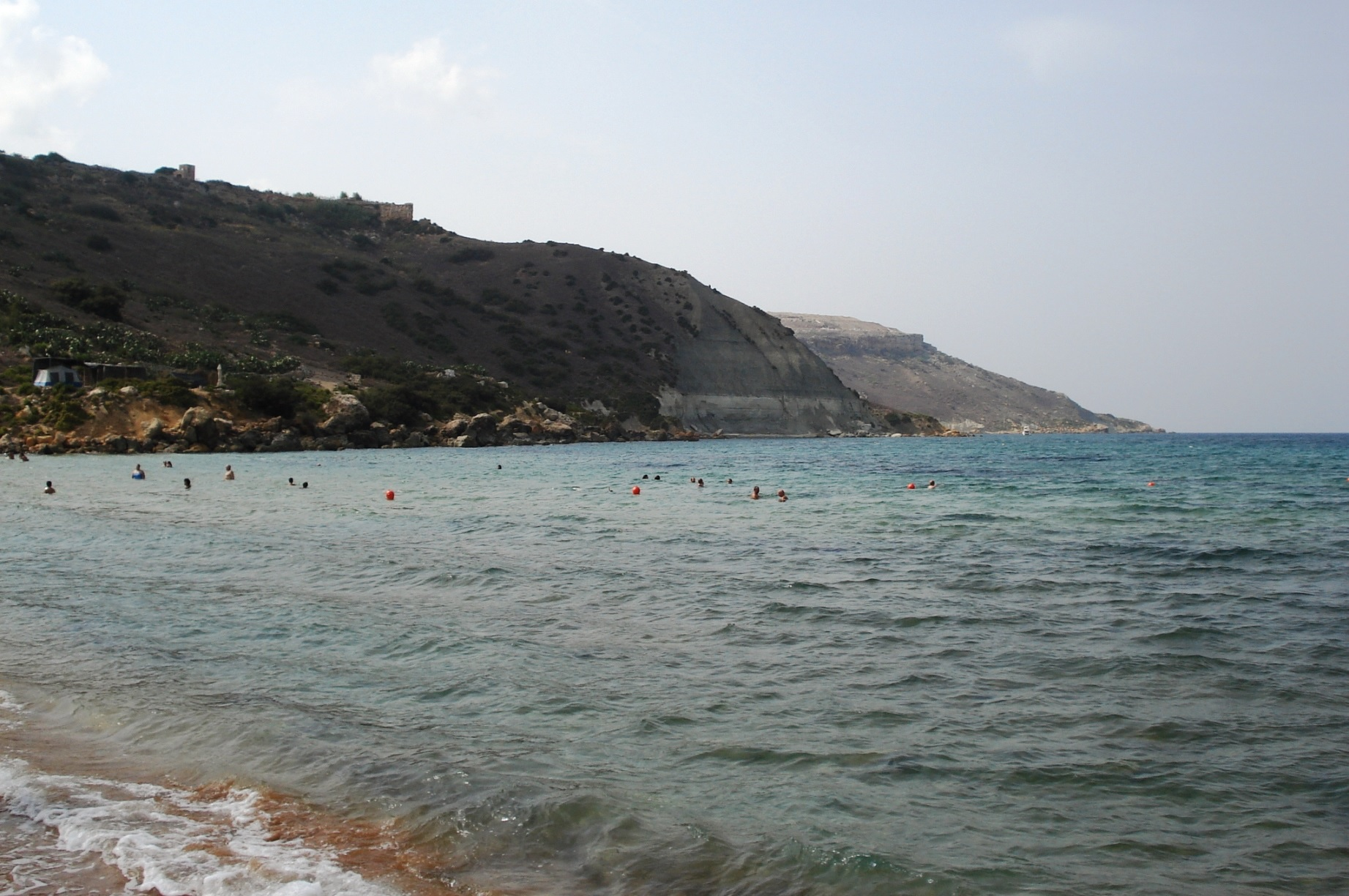
Strand und Bucht der Ramla Bay

## Bedeutung für den Tourismus

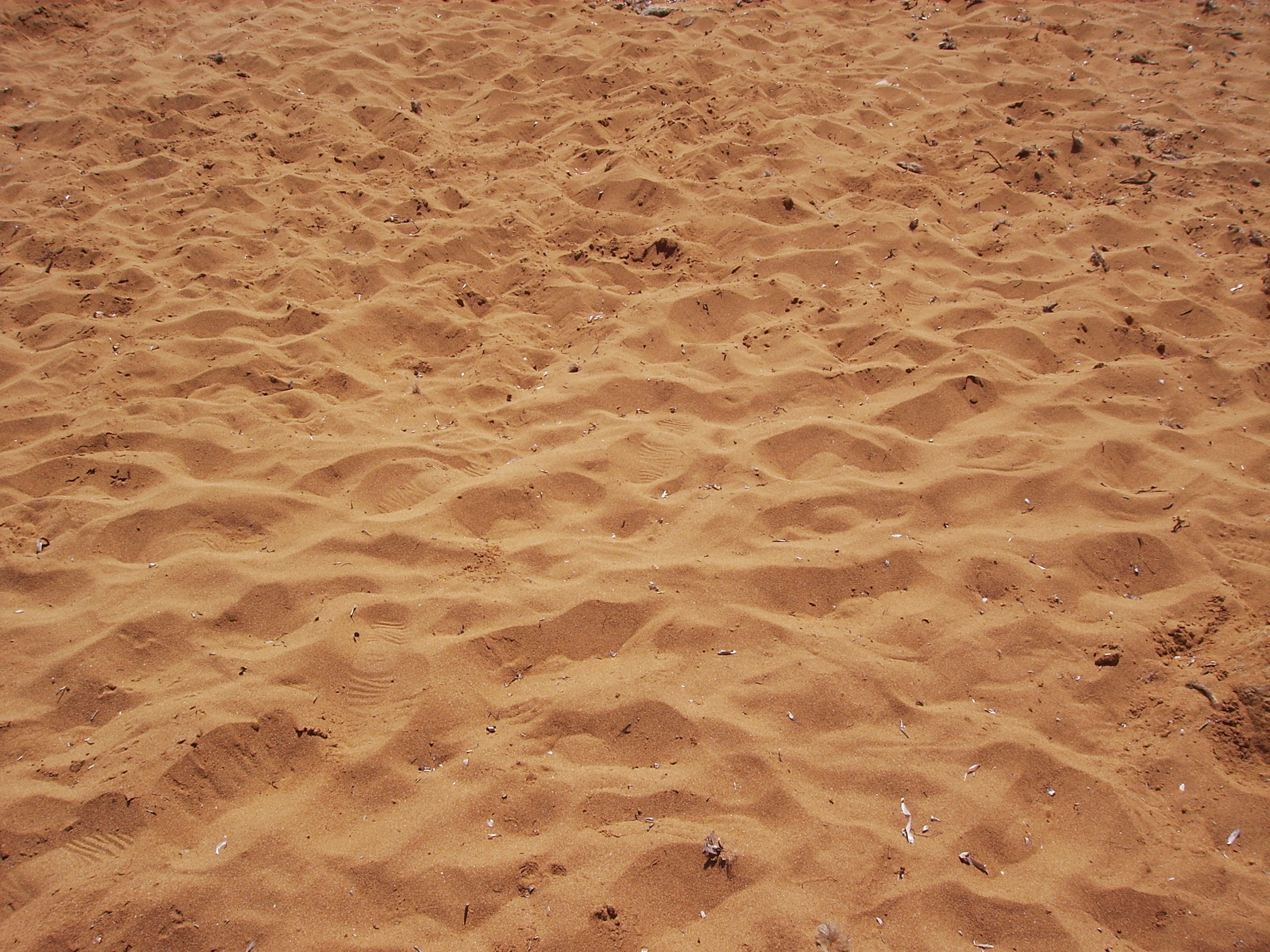
Typischer roter Sand der Ramla Bay

Ramla Bay gilt als der schönste und wichtigste Badestrand auf der Insel Gozo. Dadurch ist die Bedeutung für den lokalen Tourismus hoch. Oberhalb der Bucht befindet sich die Calypso Cave (Kalypsogrotte), von der man behauptet, dort habe Odysseus sieben Jahre bei der Nymphe Kalypso gelebt.

## Umwelt
Ramla Bay war früher ein wichtiger Brutplatz für Wasserschildkröten. Seit vielen Jahren kamen aber keine Schildkröten mehr zur Eiablage in die Bucht. Die Malta Environment and Planing Authority (MEPA) erwägt nun den Bereich von Ghan Barranji bis zur San Blas Bay als Schutzgebiet auszuweisen. Im Rahmen des Projekts „Poseidon“ soll auch die Ramla Bay zu einem maritimen Schutzgebiet erklärt werden.

## Vegetation

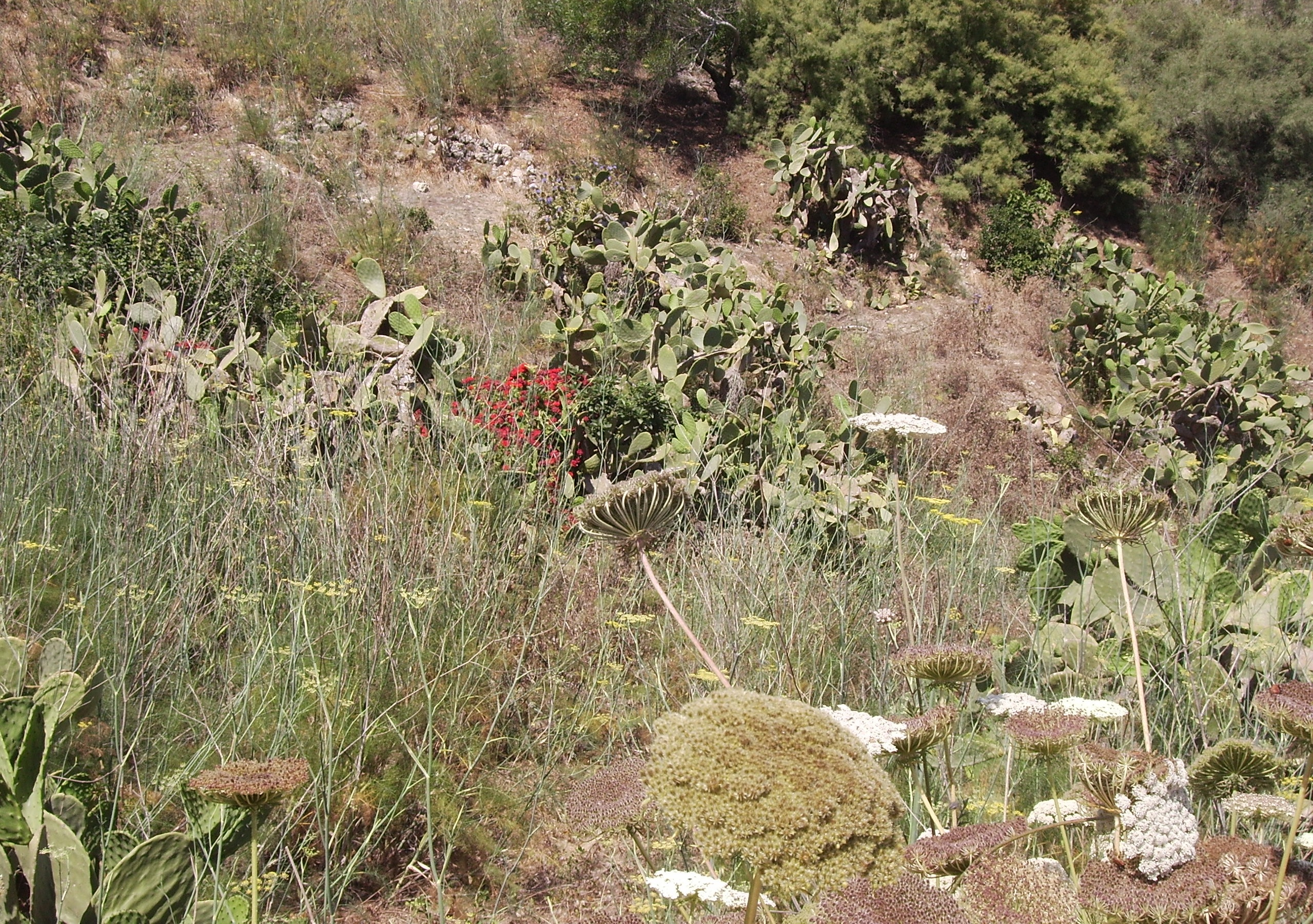
Typische Vegetation an den Steilhängen oberhalb der Ramla Bay

Auf den Steilhängen oberhalb der Bucht findet man mittelmeertypischen Pflanzen wie die Tamariske (Tamarix africana und Tamarix gallica), Feigen (Ficus carica), Feigenkakteen (Opuntien) und Kapern (Capparis spinosa). Die Vegetation der Ramla Bay und der nahe gelegenen San Blas Bay ist sehr ähnlich.

## Geschichte
Über mehrere Jahrhunderte war Gozo Opfer von Überfällen türkischer und nordafrikanischer Korsaren. Die Schiffe der Korsaren landeten ihre Truppen auch in der Ramla Bay an. Aus diesem Grund wurden unter Wasser Mauern errichtet, die diese Landungen verhindern sollten.